# OpenLeaks
OpenLeaks era un lloc web de recull i revelació d'informació confidencial (o no publicada) sobre irregularitats, tot mantenint les fonts de subministrament d'aquesta informació en l'anonimat; per tant, similar a WikiLeaks. Daniel Domscheit-Berg, un alemany exportaveu de WikiLeaks, va anunciar el lloc el desembre de 2010, i que ell creu que abordar les qüestions estructurals de l'organització WikiLeaks. Domscheit-Berg ho descriu com un "projecte tecnològic que pretén convertir-se en un proveïdor de serveis de tercers que volen ser capaços d'acceptar el material de fonts anònimes".

## Història
Domscheit-Berg va dir que OpenLeaks té la intenció de ser més transparent que WikiLeaks, ja que (referint-se a aquesta última) diu: "En aquests últims mesos, l'organització no s'ha obert més. Ha perdut la seva promesa de codi obert." Té previst començar a funcionar a principis de 2011.
No obstant això, el 23 de desembre 2012, Daniel Domscheit-Berg va anunciar a la seva pàgina web que l'organització en lloc de centrar-se en la difusió d'informació i coneixements sobre la manera de configurar i executar llocs web de denúncies, en lloc de facilitar directament denúncies ells mateixos. OpenLeaks té dos contactes públics, Daniel Domscheit-Berg i Herbert Snorrason, tots dos involucrats prèviament en WikiLeaks.

## Funcionament
En lloc de publicar els documents, OpenLeaks enviarà els documents filtrats a diverses entitats de notícies.
En el moment del seu anunci, WikiLeaks s'enfrontava a una sèrie d'amenaces: el seu fundador Julian Assange havia estat detingut en relació amb càrrecs de delicte sexual, el lloc tenia problemes de trobar DNS segurs i allotjament web, i moltes companyies han bloquejat el pagament del lloc. Segons les declaracions inicials de Domscheit-Berg, espera que OpenLeaks eludeixi els problemes de WikiLeaks, servint només com un conducte segur per als denunciants d'irregularitats, que després es passaran a la premsa, en lloc d'actuar com un editor propi. L'organització també té la intenció de ser governat democràticament, en lloc de ser dirigit per una persona o per un grup petit. "El nostre objectiu a llarg termini és construir una, plataforma transparent i sòlida per donar suport als denunciants, tant en termes de tecnologia i de política, mentre que al mateix temps encoratja a altres a iniciar projectes similars", diu un col·lega que desitja romandre en l'anonimat.